# مسئله سوزن بوفون

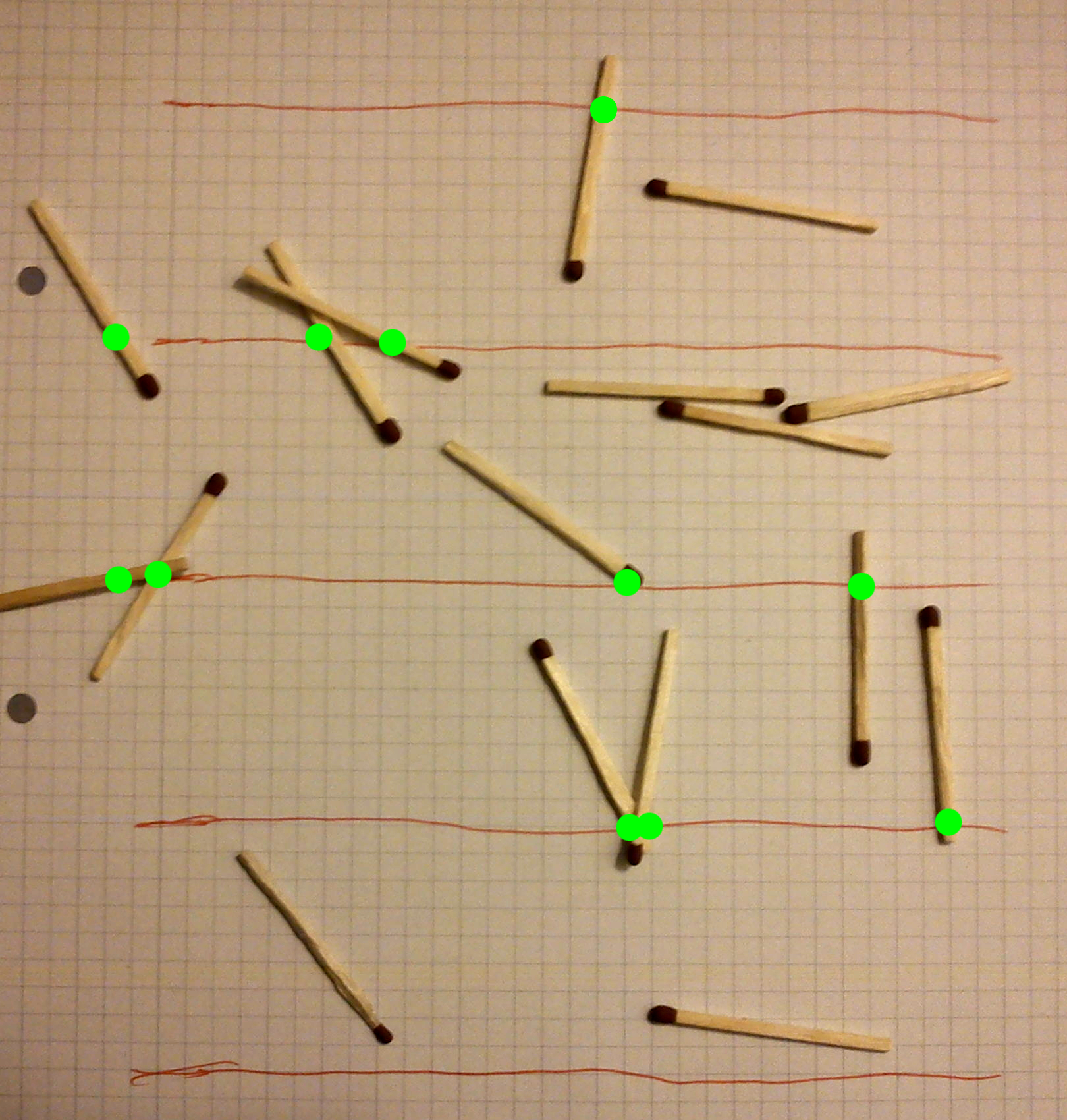
مسئله سوزن بوفون

مسئله سوزن بوفون  در ابتدا از سوی ژرژ-لوئی لکرک کنت دو بوفون مطرح شده‌است. از  جواب این مسئله می‌توان به عنوان یک راه حل تقریبی برای به دست آوردن عدد پی استفاده کرد.

## مسئله
فرض کنید یک برگه یا یک سطح داریم که روی آن خطوط موازی به فواصل معین کشیده‌ایم. با فرض ۱ بودن این فاصله، سوزنی به طول ۱ واحد انتخاب می‌کنیم.(این سوزن می‌تواند بیشتر یا کمتر از ۱ واحد نیز باشد) سوزن را به دفعات (بیش از ۳۰۰ بار) به‌طور تصادفی روی برگه می‌اندازیم. تعداد دفعاتی که سوزن یکی از آن خطوط را قطع کرد، نسبت به کل دفعات می‌سنجیم. این نسبت (یعنی در واقع احتمال برخورد سوزن به خطوط موازی) حدود
{\displaystyle {\frac {2}{\pi }}} می‌گردد. و این مستقل از نسبت طول سوزن به فاصله دو خط موازی است. هر چه تعداد دفعاتی که سوزن را می‌اندازیم رو به بی‌نهایت میل کند، تقریب عدد پی به خودش نزدیک تر می‌شود.
اثبات این قضیه در حالت ۱ نسبت طول سوزن به فاصله دو خط موازی از شکل مشخص است.
حالت خاص این قضیه: اگر طول سوزن دقیقا نصف فاصله بین خطوط باشد، احتمال برخورد سوزن به خطوط {\displaystyle {\frac {1}{\pi }}} می‌شود.

## منبع
1. ↑  Buffon's Needle Problem - from Wolfram MathWorld
2. ↑  Buffon's Needle